# مقاطعة نوغراد
نوغراد أو نوجراد (بالمجرية: Nógrád megye) هي مقاطعة إدارية في المجر.

## وصف

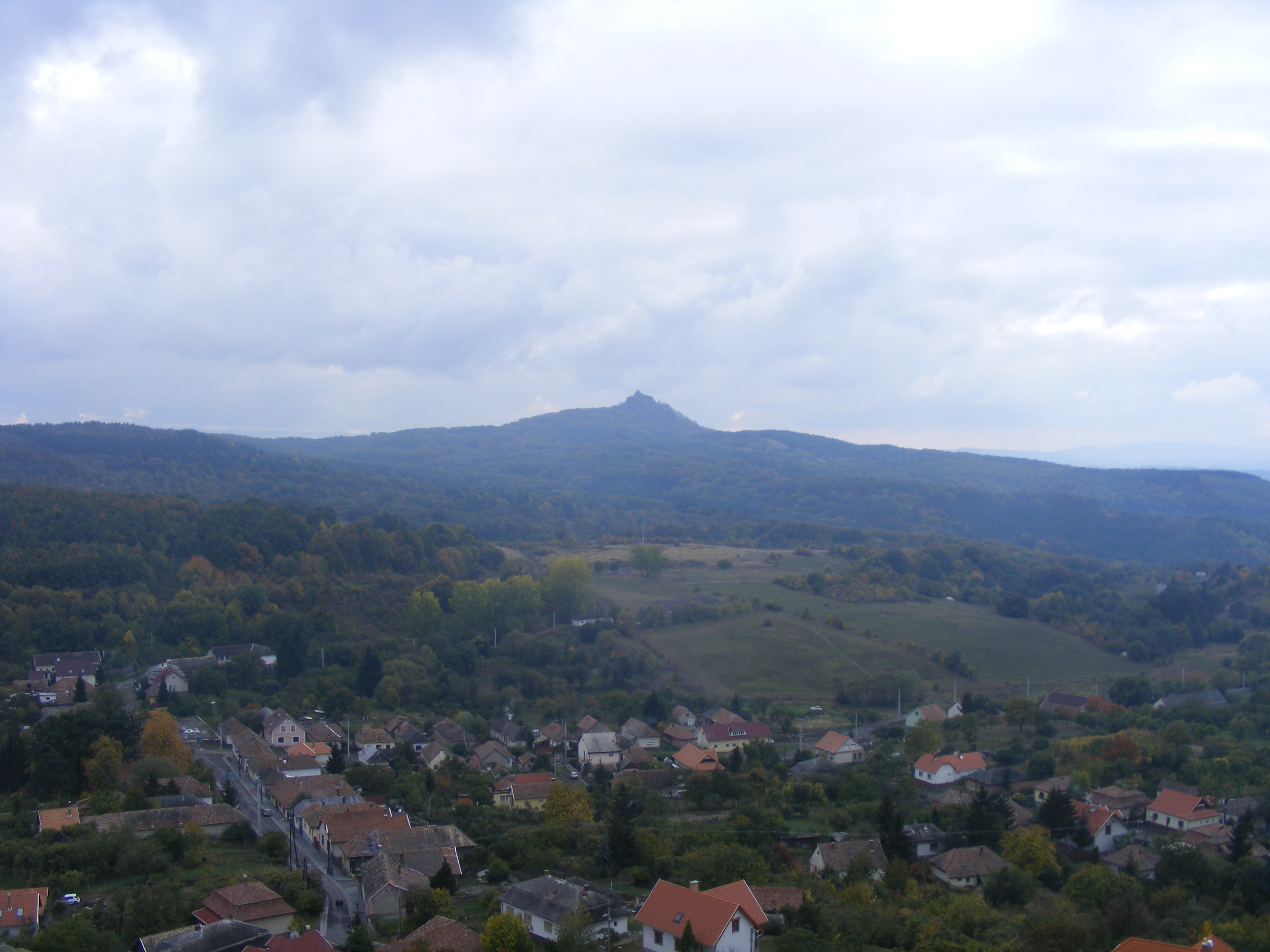
المنظر من قلعة سالجو في شمال نوجراد

نوجراد تقع في شمال المجر. أنها تُشارك حدودها مع سلوفاكيا والمقاطعات المجرية بشت، هفش، بورسود-آبائوي-زمپلن. عاصمة مقاطعة نوجراد هي مدينة شالغوتريان. مساحة المقاطعة 2544 كيلومتر مربع.
نوجراد تشتهر بالعمارة التاريخية من الكنائس القوطية القديمة والقلاع الحجرية التي يعود تاريخها إلى القرن 13. معالم تاريخية آخرى تشمل مباني بُنيت في عصر الباروك في القرن الثامن عشر والفاي، تيليكي. معضم الحدود الشمالية تتكون من نهر إيپول. السلسلات الجبلية بيورژيون، تسرهات, ماترا يقعون جزئيا في المقاطعة.
بسبب الجبال المقاطعة تتكون من العديد من القرى المتجمعة في الوديان. البلداتان الأكبراتان هم بالاشاديارمات، العاصمة للمقاطعة السابقة، وشالجوتاريان, التي أصبحت مركز صناعي في أول القرن العشرين بسبب مناجم الفحم القريبة.

## تاريخ
نوجراد (باللاتينية: comitatus Neogradiensis, بالألمانية: Neuburg أو Neograd, بالسلوفاكية: Novohrad) كان أيضا اسم مقاطعة في مملكة المجر. التسمية Novohrad حتى اليوم تستخدم في سلوفاكيا عند التكلم عن المنطقة. الاسم يأتي من قلعة نوجراد القديمة التي تقع في المجر حاليا.

## صور

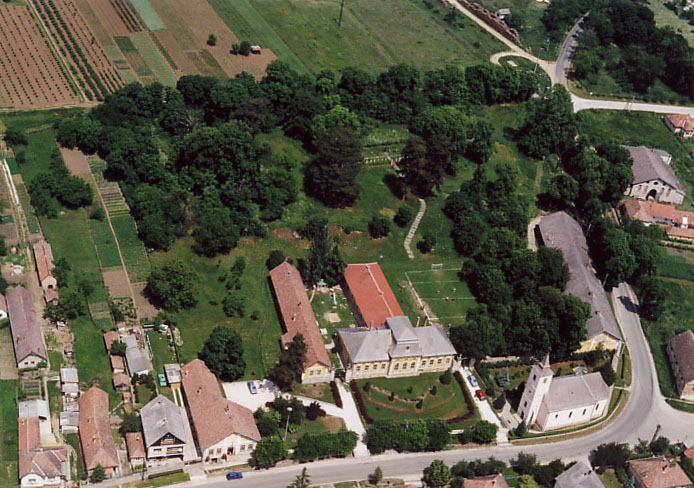
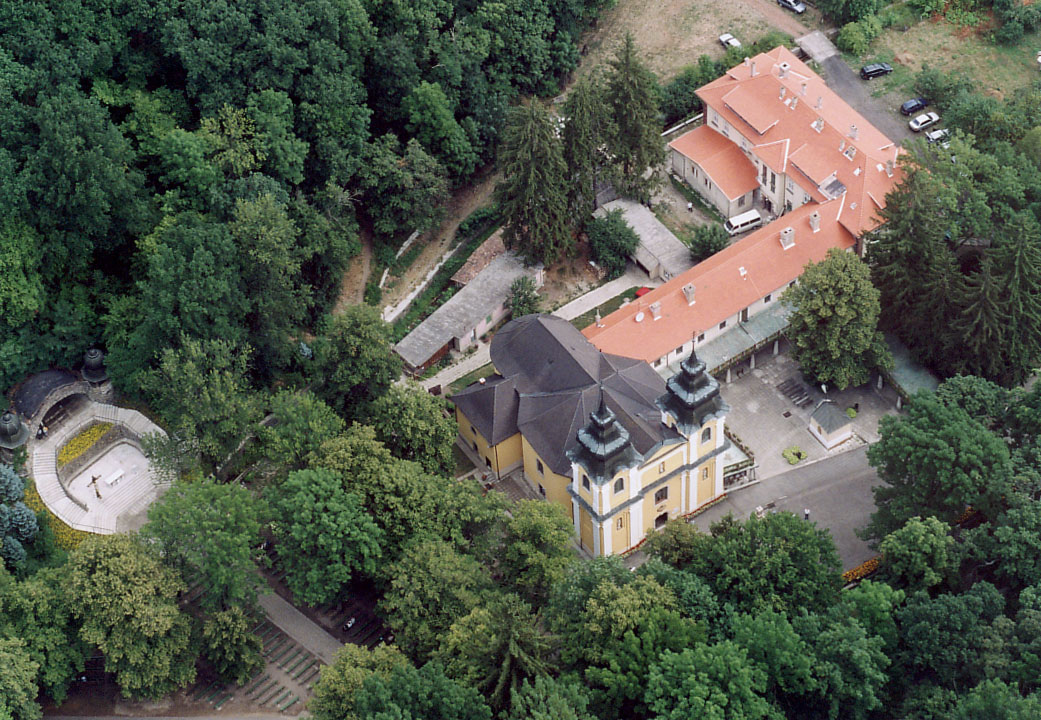
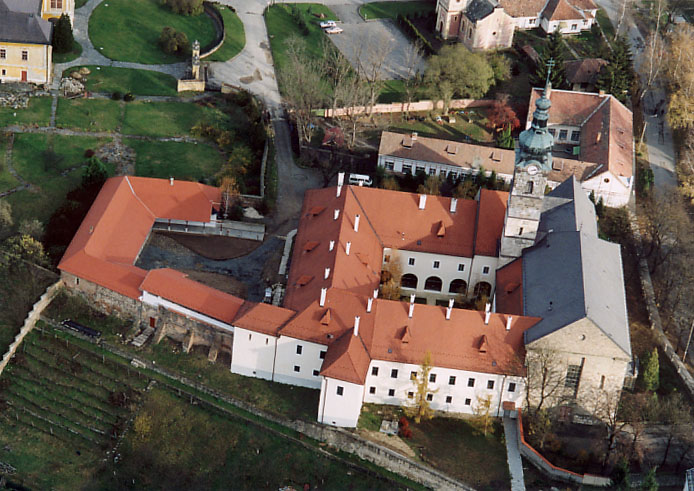
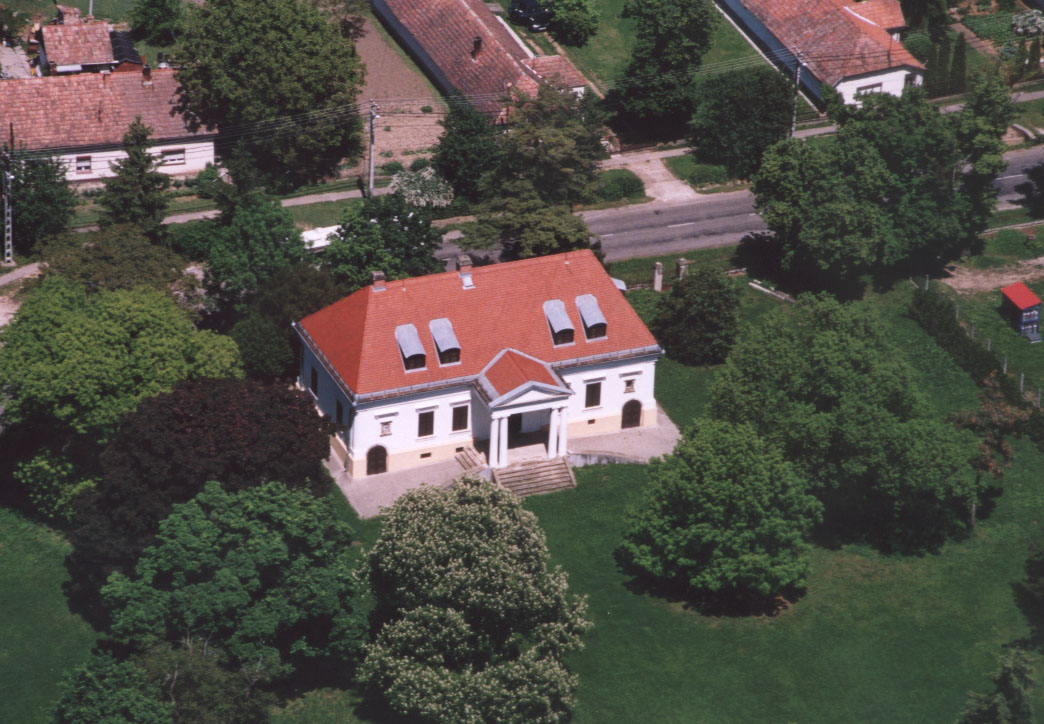
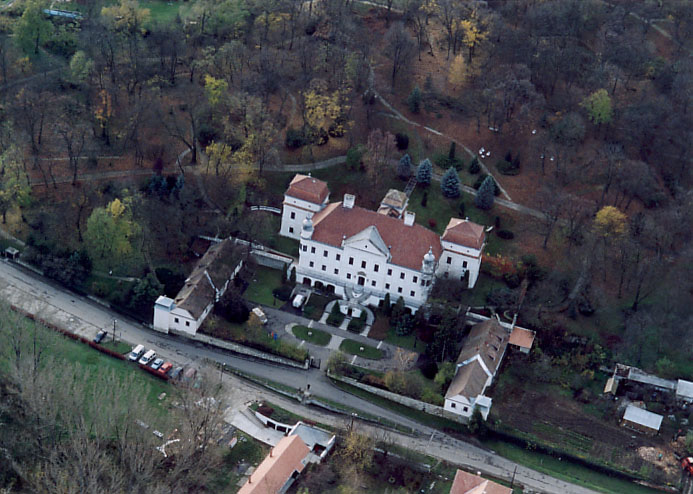
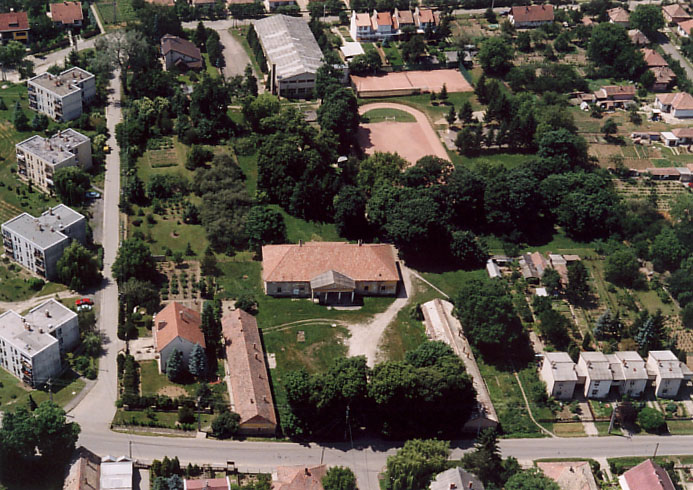
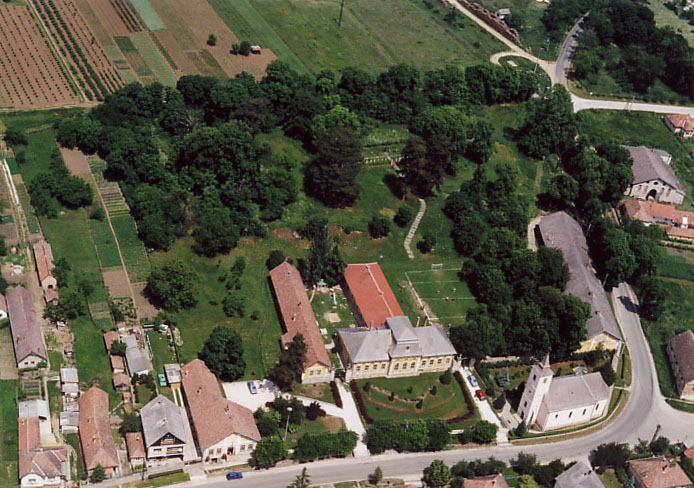
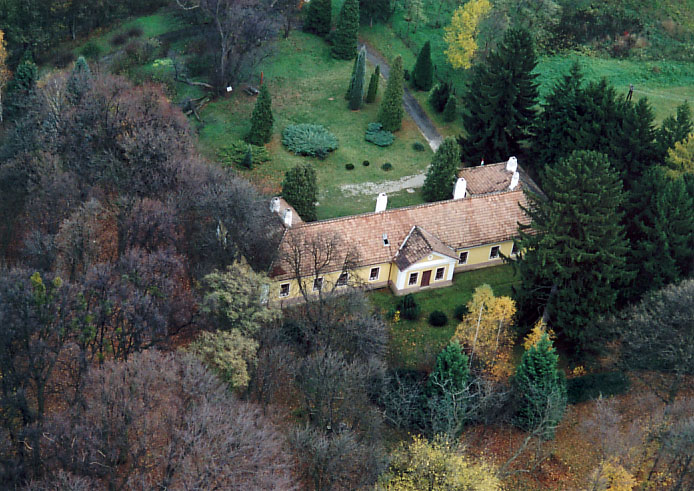
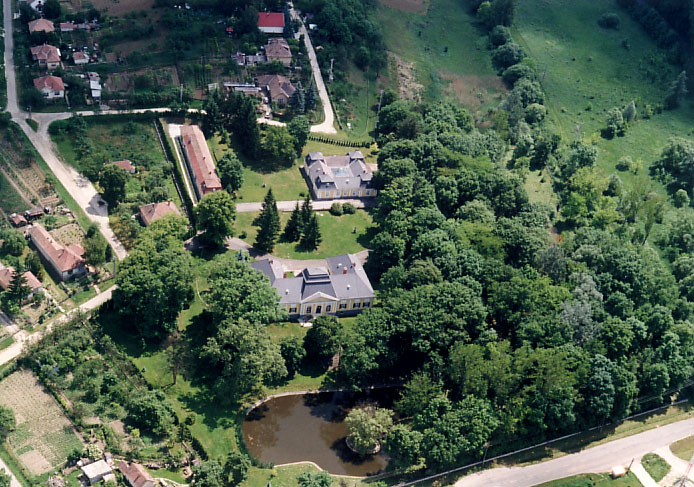
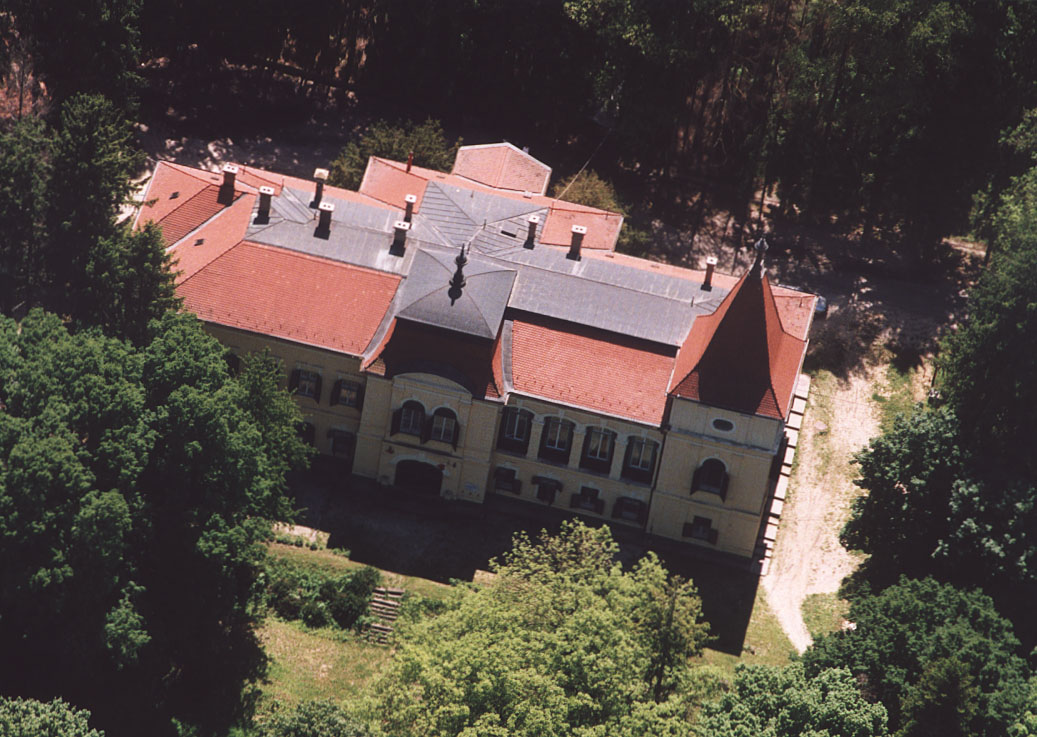
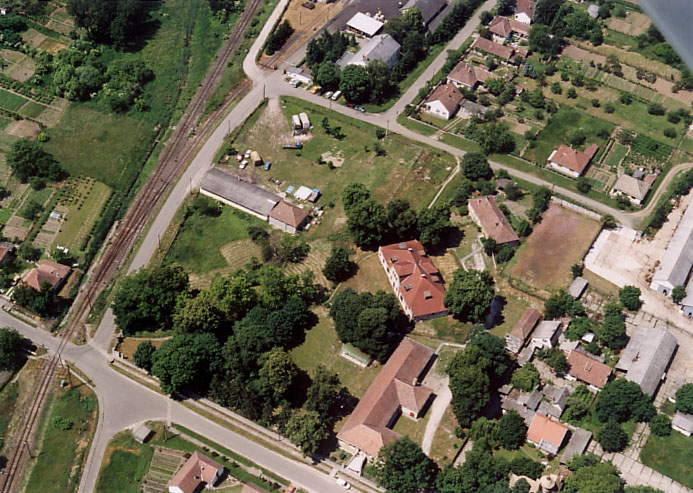

## وصلات خارجية
صور من مقاطعة نوجراد نسخة محفوظة 24 ديسمبر 2008 على موقع واي باك مشين.